# Justin Bijlow
Justin Bijlow, född 22 januari 1998 i Rotterdam, är en nederländsk fotbollsmålvakt som spelar för Feyenoord och Nederländernas landslag.

## Landslagskarriär
Bijlow debuterade för Nederländernas landslag den 1 september 2021 i 1–1-match mot Norge. I november 2022 blev Bijlow uttagen i Nederländernas trupp till VM 2022.

## Meriter
Feyenoord
- Eredivisie (1): 2016/2017
- KNVB Cup (1): 2017/2018
- Johan Cruijff Schaal (2): 2017, 2018